# شلاش الضويحي
شلاش فايز الضويحي هو لاعب كرة قدم سعودي يلعب حاليًا في نادي الإنطلاق.

## مسيرة اللاعب
مثل سابقاً نادي العروبة .